# Aslan Batykulov
Aslan Batykulov (en kazajo: Аслан Батикулов; 11 de marzo de 1988) es un deportista kazajo que compitió en taekwondo. Ganó una medalla de bronce en el Campeonato Mundial de Taekwondo de 2007, en la categoría de –54 kg.

## Palmarés internacional
| Campeonato Mundial | Campeonato Mundial | Campeonato Mundial | Campeonato Mundial |
| Año                | Lugar              | Medalla            | Categoría          |
| ------------------ | ------------------ | ------------------ | ------------------ |
| 2007               | Pekín (China)      | Medalla de bronce  | –54 kg             |